# Campionato americano maschile di pallacanestro 1997
L'8º Campionato Americano Maschile di Pallacanestro FIBA (noto anche come FIBA Americas Championship 1997) si è svolto dal 21 agosto al 31 agosto 1997 a Montevideo, in Uruguay.
I Campionati americani maschili di pallacanestro sono una manifestazione biennale tra le squadre nazionali organizzato dalla FIBA Americas.

## Squadre partecipanti
| Gruppo A                                         | Gruppo B                                                          |
| ------------------------------------------------ | ----------------------------------------------------------------- |
| - Argentina - Brasile - Cuba - Messico - Uruguay | - Canada - Rep. Dominicana - Porto Rico - Stati Uniti - Venezuela |

## Turno preliminare

### Gruppo A
| Squadra   | Pt | G | V | P | PF  | PS  | Diff |
| --------- | -- | - | - | - | --- | --- | ---- |
| Argentina | 7  | 4 | 3 | 1 | 317 | 284 | +33  |
| Brasile   | 7  | 4 | 3 | 1 | 328 | 297 | +31  |
| Cuba      | 6  | 4 | 2 | 2 | 307 | 290 | +17  |
| Uruguay   | 6  | 4 | 2 | 2 | 297 | 308 | -11  |
| Messico   | 4  | 4 | 0 | 4 | 282 | 352 | -70  |

21 agosto 1997
| Argentina | 81–73 | Cuba    |
| Uruguay   | 81–67 | Messico |

22 agosto 1997
| Argentina | 68–65 | Brasile |
| Cuba      | 71–68 | Messico |

23 agosto 1997
| Cuba    | 88–63  | Uruguay |
| Brasile | 101–71 | Messico |

24 agosto 1997
| Argentina | 99–76      | Messico |
| Brasile   | 84–83 (OT) | Uruguay |

25 agosto 1997
| Brasile | 78–75 | Cuba      |
| Uruguay | 70–69 | Argentina |

### Gruppo B
| Squadra         | Pt | G | V | P | PF  | PS  | Diff |
| --------------- | -- | - | - | - | --- | --- | ---- |
| Canada          | 7  | 4 | 3 | 1 | 403 | 362 | +33  |
| Stati Uniti     | 7  | 4 | 3 | 1 | 368 | 334 | +34  |
| Venezuela       | 7  | 4 | 3 | 1 | 365 | 357 | +8   |
| Porto Rico      | 5  | 4 | 1 | 3 | 330 | 353 | -23  |
| Rep. Dominicana | 4  | 4 | 0 | 4 | 320 | 380 | -60  |

21 agosto 1997
| Venezuela  | 85–75 | Stati Uniti     |
| Porto Rico | 88–85 | Rep. Dominicana |

22 agosto 1997
| Canada      | 78–77 | Porto Rico      |
| Stati Uniti | 98–70 | Rep. Dominicana |

23 agosto 1997
| Venezuela   | 85–80  | Rep. Dominicana |
| Stati Uniti | 102–97 | Canada          |

24 agosto 1997
| Stati Uniti | 93–82  | Porto Rico |
| Canada      | 119–98 | Venezuela  |

25 agosto 1997
| Canada    | 109–85 | Rep. Dominicana |
| Venezuela | 97–83  | Porto Rico      |

## Quarti di finale
Le prime quattro classificate dei Gruppi A e B avanzano al gruppo unico da otto squadre dei quarti di finale. Ogni squadra affronterà le quattro squadre provenienti dall'altro gruppo. I risultati della fase a gironi sono mantenuti.
Le prime quattro classificate del gruppo unico accedono alle semifinali.
| Squadra     | Pt | G | V | P | PF  | PS  | Diff |
| ----------- | -- | - | - | - | --- | --- | ---- |
| Stati Uniti | 13 | 7 | 6 | 1 | 652 | 603 | +49  |
| Porto Rico  | 11 | 7 | 4 | 3 | 634 | 601 | +33  |
| Brasile     | 11 | 7 | 4 | 3 | 579 | 566 | +13  |
| Argentina   | 10 | 7 | 3 | 4 | 551 | 550 | +1   |
| Cuba        | 10 | 7 | 3 | 4 | 595 | 613 | -18  |
| Canada      | 10 | 7 | 3 | 4 | 590 | 602 | -12  |
| Venezuela   | 10 | 7 | 3 | 4 | 623 | 636 | -13  |
| Uruguay     | 9  | 7 | 2 | 5 | 577 | 581 | -4   |

27 agosto 1997
| Stati Uniti | 100–88 | Cuba      |
| Porto Rico  | 88–83  | Argentina |
| Brasile     | 88–79  | Venezuela |
| Canada      | 63–56  | Uruguay   |

28 agosto 1997
| Venezuela   | 87–85 | Argentina |
| Cuba        | 88–75 | Canada    |
| Porto Rico  | 86–81 | Brasile   |
| Stati Uniti | 98–84 | Uruguay   |

29 agosto 1997
| Porto Rico  | 116–81 | Cuba      |
| Stati Uniti | 91–78  | Argentina |
| Uruguay     | 84–77  | Venezuela |
| Brasile     | 94–82  | Canada    |

30 agosto 1997
| Cuba        | 102–100 | Venezuela |
| Argentina   | 87–76   | Canada    |
| Stati Uniti | 92–89   | Brasile   |
| Porto Rico  | 102–87  | Uruguay   |

## Finali
- 5º/6º posto

31 agosto 1997
| Canada | 92–83 | Cuba |

- 3º/4º posto

31 agosto 1997
| Brasile | 76–75 | Argentina |

- 1º/2º posto

31 agosto 1997
| Stati Uniti | 95–86 | Porto Rico |

## Classifica finale
| Campione d'America | Campione d'America | Campione d'America |
| --- | ------------------ | --- |
| Stati Uniti4 LaRue, 5 Beck, 6 Farmer, 7 Sasser, 8 Martin, 9 Griffin, 10 Jordan, 11 Holmes, 12 Burns, 13 Millard, 14 Williams, 15 McDonald, All. Morris McHone |                    | |
| Argento | Porto Rico         | Porto Rico4 Ortiz, 5 Casiano, 6 O. Santiago, 7 Rivera, 8 Mincy, 9 Carter, 10 Lanauze, 11 Rivas, 12 Hourruitiner, 13 de León, 14 Allende, 15 D. Santiago, All. Carlos Morales   |
| Bronzo | Brasile            | Brasile4 Raul, 5 Ratto, 6 Caio, 7 Olívia, 8 Josuel, 9 Demétrius, 10 Alexey, 11 Brasília, 12 Sandro, 13 Vanderlei, 14 Rogério, 15 Janjão, All. Hélio Rubens                     |
| 4. | Argentina          | Argentina4 Fernández, 5 Campana, 6 Villar, 7 de la Fuente, 8 Victoriano, 9 Milanesio, 10 Espil, 11 Osella, 12 Díaz, 13 Racca, 14 Simoni, 15 Wolkowyski, All. Julio Lamas       |
| 5. | Canada             | Canada4 Vickery, 5 Hamilton, 6 Pasquale, 7 Nash, 8 Njoku, 9 Barrett, 10 Van Elswyk, 11 Wilson, 12 Keane, 13 Fleury, 14 Meeks, 15 Yearwood, All. Steve Konchalski               |
| 6. | Cuba               | Cuba4 Caballero, 5 Abreu, 6 Hechevarría, 7 Goire, 8 Pino, 9 Ro. Herrera, 10 Pérez, 11 Borrell, 12 Vázquez, 13 Rojas, 14 Núñez, 15 Ru. Herrera, All. Miguel Calderón            |
| 7. | Venezuela          | Venezuela4 Díaz, 5 Hernández, 6 Mijares, 7 Lugo, 8 Quiroz, 9 González, 10 Becker, 11 Walcott, 12 Medina, 13 Estaba, 14 Olivares, 15 Irazábal, All. Julio Toro                  |
| 8. | Uruguay            | Uruguay4 Acosta, 5 Losada, 6 Pierri, 7 Navarrete, 8 Mazzarino, 9 Medrick, 10 Capalbo, 11 Moglia, 12 Szczygielski, 13 Silveira, 14 Bouzout, 15 Rostán, All. Víctor Hugo Berardi |
| 9. | Rep. Dominicana    | Rep. Dominicana4 Vásquez, 5 Almonte, 6 Ramírez, 7 Michel, 8 Paulino, 9 Mercedes, 10 Molina, 11 Gil, 12 Western, 13 Lenderborg, 14 Martínez, 15 Eusebio, All. Miguel Cruzeta    |
| 10. | Messico            | Messico4 Castellanos, 5 Reyes, 6 Contreras, 7 Chávez, 8 González, 9 Barajas, 10 A. Martínez, 11 López, 12 Zavala, 13 E. Martínez, 14 Acuña, 15 Pérez, All. Fernando Wong       |